# Кенгуровые прыгуны
Кенгуровые прыгуны (лат. Dipodomys) — род грызунов, живущих в Северной Америке. Прилагательное «кенгуровый» в их названии происходит от их строения ног, подобного кенгуру или, учитывая их существенно меньший размер, тушканчиков (однако, и те, и другие лишь очень дальние родственники). Известны с позднего плиоцена.
Кенгуровый прыгун может прыгать, как кенгуру, и пользоваться хвостом для поддержания равновесия. Это существо становится активным ночью, когда пустыня остывает. Он практически не пьёт воды, добывая необходимую ему воду из семян.
В месяц ему необходимо такое количество пищи, которое выражается в 3 1/2 унциях (~100 гр) сухих семян ячменя. Из них кенгуровый прыгун извлечёт 2 унции (~57 гр) жидкости. В то же время он потеряет 2 1/5 унции воды через выделение и дыхание. Потерянные 1/5 унции (5.7 гр) воды, которые необходимы животному для поддержания баланса обмена веществ, возмещаются вдыханием влажного воздуха из норы.
Из-за того, что он не потеет, кенгуровый прыгун теряет мало влаги. Его тело производит сильно концентрированную мочу, которая кристаллизируется после того, как выходит из тела.
Нора кенгурового прыгуна находится в 45 сантиметрах под землёй, в этом его доме сохраняются устойчивые температуры и влажность в течение изменчивого дня в пустыне. Хотя температура снаружи колеблется от 10 до 60 °C, в норе температура остаётся постоянной — 22 °C. Влажность на поверхности может меняться от 20 до 60 %, но влажность в норе остаётся на уровне 60 % всё время.
Известны 22 вида кенгуровых прыгунов. Их размер от 10 до 20 см, не считая хвоста, примерно равного их длине. Масса от 35 до 180 граммов. Отличительная особенность — длинные задние лапы.

## Виды
Русские названия по энциклопедии.
- Кенгуровый прыгун Орда (Dipodomys ordii)
- Береговой кенгуровый прыгун (Dipodomys compactus)
- Долотозубый кенгуровый прыгун (Dipodomys microps)
- Панаминтский кенгуровый прыгун (Dipodomys panamintinus)
- Кенгуровый прыгун Стефенса (Dipodomys stephensi)
- Большеухий кенгуровый прыгун (Dipodomys elephantinus)
- Узкомордый кенгуровый прыгун (Dipodomys venustus)
- Прыткий кенгуровый прыгун (Dipodomys agilis)
- Кенгуровый прыгун Хирмана (Dipodomys heermanni)
- Калифорнийский кенгуровый прыгун (Dipodomys californicus)
- Санквинтинский кенгуровый прыгун (Dipodomys gravipes)
- Гигантский кенгуровый прыгун (Dipodomys ingens)
- Знамехвостый кенгуровый прыгун (Dipodomys spectabilis)
- Кенгуровый прыгун Нельсона (Dipodomys nelsoni)
- Техасский кенгуровый прыгун (Dipodomys elator)
- Кенгуровый прыгун Филлипса (Dipodomys phillipsii)
- Кенгуровый прыгун Мерриама (Dipodomys merriami)
- Островной кенгуровый прыгун (Dipodomys insularis)
- Маргаритский кенгуровый прыгун (Dipodomys margaritae)
- Фресновский кенгуровый прыгун (Dipodomys nitratoides)
- Пустынный кенгуровый прыгун (Dipodomys deserti)